# Distretto di Aïn Fekan
Il distretto di Aïn Fekan è un distretto della Provincia di Mascara, in Algeria.

## Comuni
Il distretto di Aïn Fekan comprende 2 comuni:
- Aïn Fekan
- Aïn Fras